# Động đất Jōgan 869
Động đất Sanriku 869 (869年三陸地震 869-nen Sanriku jishin) tấn công vào khu vực xung Sendai ở phần phía bắc của Honshu vào ngày 9 tháng 7, 869 (26 tháng 5 năm Jōgan 11). Trận động đất được ước tính có độ lớn 8,6 theo thang độ lớn sóng mặt. Đợt sóng thần gây ngập lụt trên diện rộng ở đồng bằng Sendai, với lớp trầm tích cát kép dài 4 kilômét (2,5 mi) từ bờ biển.

## Tên gọi
Sanriku là một tên gọi trước đây của khu vực mà ngày nay là địa phận của tỉnh Aomori, Iwate và một vài phần của Miyagi. Trận động đất này còn có tên gọi khác là Động đất Jōgan Sanriku (貞観三陸地震 Jōgan Sanriku jishin) ở Nhật Bản, với Jōgan là niên hiệu trong giai đoạn từ 859 đến 877.
Nihon Sandai Jitsuroku đã ghi nhận trận động đất và sóng thần năm 869 ở tỉnh Mutsu.

## Môi trường kiến tạo
Phần phía bắc của đảo chính Honshu nằm trên ranh giới hội tụ, trong đó mảng Thái Bình Dương bị hút chìm bên dưới mảng Okhotsk (được xem làm một mảng nhỏ của mảng Bắc Mỹ). Ranh giới này liên quan đến một loạt các trận động đất lớn lịch sử, bắt nguồn hoặc từ đứt gãy dọc theo bề mặt mảng hoặc do các mảng trượt lên nhau, nhiều trận động đất gây sóng thần tàn phá nặng nề như trận động đất Sanriku-Meiji 1896.

## Phá hủy
Trong khu vực xảy ra động đất, triều đình Nhật chiến đấu với người địa phương ở vùng Tōhoku, Emishi, vào thời điểm đó. Theo Nihon Sandai Jitsuroku, khoảng 1000 người dân thiệt mạng do sóng thần.
Do không có các nguồn có thể tin cậy, nên có những giai thoại về trận động đất ở vùng Tōhoku đến bán đảo Bōsō.
Sóng thần gây ngập lụt trên diện rộng ở đồng bằng Sendai, phá hủy thị trấn Tagajō. Các nghiên cứu khảo cổ xác định những vết tích về các ngôi nhà thế kỷ 8 và 9 bên dưới thị trấn, chúng bị phủ bởi lớp trầm tích có tuổi từ giữa thế kỷ 10.

## Động đất và sóng thần
Độ lớn ước tính của trận động đất là 8,6 theo thang độ lớn sóng mặt, giá trị này được tính dựa trên mô hình về sóng thần. Khu vực nghiên cứu khoảng 200 kilômét (120 mi) dài và 85 kilômét (53 mi) rộng với biên độ dịch chuyển 2 mét (6 ft 7 in) phù hợp với sự phân bố và cấp độ ngập lụt quan sát được.
Các khu vực ngập lụt do sóng thần ở đồng bằng Sendai được vẽ lại từ các dữ liệu cát trầm tích đã được định tuổi. Sóng thần gây ngập ít nhất là 4 kilômét (2,5 mi) sâu vào đất liền.

## Tai biến động đất trong tương lai
Có 3 lớn trầm tích do sóng thần được xác định trong Holocene ở đồng bằng Sendai, tất cả các lớp này có tuổi trong vòng 3.000 năm trở lại, người ta đề xuất rằng tuần suất xuất hiện lại các trận động đất có sóng thần lớn là từ 800 đến 1.100 năm. Năm 2001, người ta tính rằng có vẻ như đợt sóng thần lớn tấn công đồng bằng Sendai lớn hơn 1.100 đã trôi qua. Đối với 2 đợt sóng thần lớn được ghi nhận trước đợt sóng thần 869, một vào thời điểm giữa 1000 TCn và 500 TCN và một đợt khác vào khoảng 500 TCN và 1. Năm 2007, có thể có một trận động đất với độ lớn Mw8,1–8,3 được ước tính xảy ra với xác suất 99% trong vòng 30 năm sau. Động đất và sóng thần Sendai 2011 lớn hơn sự kiện dự đoán, nhưng xảy ra vào cùng địa điểm và đã gây ngập lụt ở khu vực Sendai.